# مارثا جاكسون جارفيس
مارثا جاكسون جارفيس (بالإنجليزية: Martha Jackson-Jarvis)‏ هي نحّاتة أمريكية، ولدت في 1952.